# 水谷勝海
水谷 勝海（みずたに かつみ、1943年5月17日 - ）は、元毎日放送チーフアナウンサー。現在は、CS放送・GAORAのチーフアナウンサー。　

## 来歴・人物
三重県桑名市出身。立命館大学文学部卒業後の1966年、毎日放送入社。同期には斎藤努がいた。主に野球、ゴルフ、バレーボール等のスポーツ中継を担当した。
特にゴルフ中継の実況アナウンサーとしての印象が強く、毎日放送主催の秋のビッグイベントである「インターナショナルツアー・ダンロップフェニックストーナメント」では1985年から1998年まで実況を担当した。その1985年、それまで先輩の井上光央が実況出来なかった日本人選手の大会制覇を水谷に実況を交代した途端、中嶋常幸（当時は「中島」と表記）が達成したことで大騒ぎになった話は有名である。他にも「全米女子プロゴルフ選手権」や「マツダ・ジャパンクラシック」（現在の「TOTOジャパンクラシック」の前身トーナメント）等の実況も担当した。
1989年の「全米女子プロゴルフ選手権」では岡本綾子が優勝争いをしていたこともあり、衛星中継アナウンサーとして解説者の岩田禎夫と共に米国NBC放送を通じて全米中に紹介された。このことにより、音信不通だった友人から連絡が入って感激したことを『マイクもたずにあどりぶランド』（シンコーミュージック）という本の中で水谷自身が書いている。また、JNN系列のゴルフ中継ではホール担当アナウンサーとして度々登場した。
プロ野球では日本シリーズでは1989年の近鉄対巨人戦（藤井寺球場での第6戦）の実況を担当。
1989年の第61回選抜高等学校野球大会決勝戦・東邦高等学校対上宮高等学校のテレビ中継では、上宮が延長10回表に1点を勝ち越してのリードで迎えたその裏2死1・2塁から、中堅手前の安打で同点を許した直後に一塁走者の挟殺を狙った三塁手・種田仁による二塁への悪送球（記録は右翼手の失策）でサヨナラ負けを喫したシーンを「（種田からの）ボールは二塁へ……あ～（二塁手が）逃がした!逃がした!（挟殺を逃れた東邦の一塁走者が）サヨナラのランナーになる!（右翼手から）ボールが遠い!逃げていく!ボールが（当時存在した右翼後方のラッキーゾーンの方向に）逃げていくライトへ！ランナーがホームに向かう！（東邦の）サヨナラ（勝ちで優勝）!（上宮のナインが）あまりにも可哀想……みんなしゃがみ込んで起き上がれない……あまりにも無情」と絶叫しながら伝えた。このシーンの実況および、「ボールが逃げていく」という表現は、現在でも高校野球に関するテレビ・ラジオ番組で当時の中継映像・音源を交えながらたびたび紹介されている。
スポーツ中継以外では『海原お浜・小浜の千客万来』のホスト役、『ベスト・ペア・ボウル』の司会、人気クイズ番組『ダイビングクイズ』の2代目出題者を担当した。
1979年に大阪市住吉区で起きた三菱銀行人質籠城事件ではスポーツでの実績が買われて現場からの生中継リポートを籠城2日目頃から解決まで続けていたという逸話がある。
一時期、スポーツ局長としてスポーツ実況から離れていた事もあったが、2003年、GAORAでプロ野球の実況アナウンサーとして復帰し、同年5月27日に毎日放送を定年退社。現在はGAORAのチーフアナウンサーとして札幌ドームで開催される北海道日本ハムファイターズの試合（2004年までは近鉄戦も担当）、またバレーボール・プレミアリーグの試合を中心に担当している。
そのほかには大阪・梅田の毎日文化センターにて毎月第2・第4木曜日夜間に「アナウンサーの話し方レッスン」という講座で講師を務めている。

## 関連人物
- 斎藤努
- 井上光央
- 藤本永治
- 三宅定雄
- 城野昭（MBSからGAORAに転籍）
- 結城哲郎
- 美藤啓文
- 赤木誠
- 森本栄浩
- 馬野雅行
- 近藤亨